# Yves Rocher
Yves Rocher (La Gacilly, 7 de abril de 1930 - París, 26 de diciembre de 2009) fue un industrial francés de productos cosméticos, fundador de la empresa que lleva su nombre.

## Biografía
Originario de la localidad bretona de La Gacilly, a la edad de 14 años, y tras morir su padre,decidió ayudar a su madre en la explotación de un pequeño comercio familiar de artículos textiles. Una vieja curandera le confió la receta de una pomada hemostática de celidonia menor: Yves Rocher comenzó a fabricarla artesanalmente en el granero familiar y a vendérsela directamente a los usuarios a través de anuncios por palabras en Ici Paris.
Productos naturales y venta por correspondencia constituyeron los pilares de la empresa de productos de belleza que fundó en 1959. Su objetivo, además, era democratizar el acceso a los productos de belleza. La sociedad comenzó entonces a crecer, y tres años más tarde abrió su primera tienda para expandirse después en el extranjero. En 1992, dejó la dirección de la empresa a su hijo Didier pero tuvo que volver a la cabeza del grupo tras la muerte accidental de este, sobrevenida en 1994. Su nieto Bris fue nombrado vicepresidente del grupo en 2007, heredando la empresa a su muerte. El capital en 2009 se estimaba en torno a los 2.000.000.000 de euros para un grupo que empleaba a 15.000 personas.